# Myriad
|  | Wiktionary har en ordboksartikel om myriad. |

Myriad (grekiska: myrias), egentligen ett antal av 10 000, men även bildligt en oräknelig mängd.
Arkimedes uppfann ett talsystem baserat på myriad, för att hantera mycket stora tal.